# Abbaye du Castelas
L’abbaye de Castelas, parfois appelée à tort de Porquerolles, est une ancienne abbaye cistercienne, fondée au XIIe siècle par des cisterciens de l'abbaye du Thoronet. Elle a enduré une histoire particulièrement mal connue et mouvementée (attaques de pirates, changements fréquents d'ordre), due à sa position isolée et insulaire : elle était en effet située sur la pointe du Castelas, dans la partie nord de l'Île du Levant, au large d'Hyères, en Méditerranée.

## Histoire

### Fondation
Un monastère est attesté à la pointe du Castelas, et on sait qu'il est daté du XIIe ou du XIIIe siècle,. Certaines sources affirment que le monastère qui s'était établi dans les îles d'Hyères était situé dans celle de Porquerolles, mais cette affirmation n'est pas prouvée, tandis que les ruines de l'île du Levant sont attestées. Sur la carte de Cassini de 1779, le monastère en ruines est indiqué sous le nom « Ruine du Monastère des Moines Noirs » (ce qui est contradictoire, les moines cisterciens ayant une coule blanche ; « les moines noirs » est une appellation qui correspond généralement aux bénédictins).

### Premières attaques
Quoi qu'il en soit, il est admis que la fondation de cette abbaye est d'origine cistercienne, et que ce sont les moines du Thoronet qui l'ont fondée, vers 1150. Il est également reconnu que des pirates attaquent l'île très peu de temps après la fondation monastique, pillent l'abbaye et vendent probablement les moines comme esclaves.

### Nouvelle communauté et conflit
En 1169, des chanoines réguliers de saint Augustin viennent relever les ruines du monastère et se placent sous la responsabilité directe du Pape. En 1198, par plusieurs lettres au pape Innocent III, l'abbé du Thoronet, Hugues (1195-1201), réclame que ces chanoines soient placés sous sa juridiction et que l'abbaye redevienne cistercienne, invoquant tour à tour « l'excessive pauvreté des lieux qui rend impossible tout agrandissement » et le « comportement irrégulier des chanoines et [...] leur désir, sous l'inspiration divine, de revenir à une discipline plus stricte ».

### Intervention de la hiérarchie ecclésiastique
Le 15 juin 1198, le pape donne son accord et l'abbé du Thoronet, accompagné de Didier, évêque de Toulon, probablement de Guy de Fos, co-seigneur d'Hyères, et d'une grande foule ; cette affluence impressionne les chanoines, qui acceptent le changement de règle. Mais, dès janvier 1199, six d'entre eux vont trouver l'archevêque d'Arles, Imbert d'Eyguières, justement reconnu comme arbitre impartial dans les conflits entre ordres religieux, et lui exposent qu'ils ont été contraints par la force à ce changement de règle. Imbert les écoute, transmet le dossier au pape, qui tranche par la bulle du 10 juin 1199 : l'abbé du Thoronet est jugé coupable, condamné à six jours de jeûne et quarante jours d'exclusion. En ce qui concerne les religieux, Innocent III souhaite qu'ils ne se parjurent pas en rejetant la règle qui leur a été imposée, mais qu'ils choisissent de se réformer tout en restant dans leur propre règle ; au cas où ils s'en sentiraient incapables, qu'ils soient alors remplacés par des cisterciens, sous contrôle de l'évêque d'Agde (Raimond de Montpellier) et de l'archevêque de Marseille (à cette époque, Rainier). Le monastère reste donc augustinien.

Carte de l'île du Levant. La Pointe du Castelas, lieu à peu près certain d'implantation de l'abbaye, est située au nord de l'île.

En 1214, l'abbaye se voit confier l'hôpital de Saint-Michel à Marseille, mais elle ne le conserve que jusqu'en 1242 ; l'établissement phocéen souffrant d'un manque d'hospitalité, les moines y sont remplacées par des cisterciennes qui y fondent l'abbaye du Mont-Sion. La même année, Foulques est cité comme chanoine du monastère du Castelas. L'année suivante, le prieur est un certain « P. Geoffroy ». En 1227, Rolland est cité comme abbé. En 1233, une nouvelle tentative du Thoronet est faite pour « recevoir in filiam la maison des chanoines de l'île d'Hyères ».
Le 10 ou le 12 mai 1251, les actes du chapitre général des frères de la Pénitence de Jésus-Christ (ou Saccites) montrent une réunion des douze maisons provençales et languedocienne de cet ordre, dont fait partie une abbaye nommée « Porquerolles ».
Enfin, en 1268, une charte précise que le monastère des îles a été rattaché à l'église de Toulon.